# دانیل لرای
دانیل لرای (به انگلیسی: Danielle LeRay) ژیمناست زادهٔ ۶ نوامبر ۱۹۸۲ میلادی اهل کشور استرالیا است.